# Mratinje
Mratinje (cyr. Мратиње) – wieś w Czarnogórze, w gminie Plužine. W 2011 roku liczyła 122 mieszkańców.